# Histria, Heracleea și lebedele
Histria, Heracleea și lebedele este un film românesc din 1968 regizat de Ion Bostan.